# ラオディケ5世
ラオディケ5世（ギリシア語: Λαοδίκη Ε΄、紀元前2世紀に権勢を誇り、紀元前150年に死去）は、セレウコス朝の王女。マケドニア王ペルセウスの妃。

## 生涯
ラオディケ5世は、セレウコス朝の王であるセレウコス4世と妻ラオディケ4世の娘だった。彼女にはアンティオコスとデメトリオス1世という2人の兄弟がいた。彼女はセレウコス朝で生まれ育った。